# Henry Johannessen
Henry Oliver Johannesen (Glemmen, 12 dicembre 1923 – Fredrikstad, 1º marzo 2005) è stato un calciatore norvegese.

## Caratteristiche tecniche
Johannesen ricopriva il ruolo di attaccante.

## Carriera

### Club
Nel 1945 ha militato nel Lisleby Fotballklubb. Si è poi trasferito al Fredrikstad Fotballklubb, con la cui maglia ha giocato 138 partite di campionato (segnando 96 reti) dal 1946 al 1960.

#### Nazionale
Ha disputato 14 incontri con la nazionale norvegese, mettendo a segno 7 reti. Ha preso parte ai Giochi olimpici del 1952 di Helsinki.

## Palmarès

### Club

#### Competizioni nazionali
- Campionato norvegese: 6

Fredrikstad: 1948-1949, 1950-1951, 1951-1952, 1953-1954, 1956-1957, 1959-1960
- Coppa di Norvegia: 2

Fredrikstad: 1950, 1957